# Girardinus
Genre
Girardinus est un genre de poissons de la famille des Poeciliidae.
Le genre Girardichthys, synonyme de Girardinus, n'est plus une appellation valide. Il ne concernait que Girardichthys falcatus Eigenmann, 1903.  

## Liste des espèces
- Girardinus creolus Garman, 1895
- Girardinus cubensis (Eigenmann, 1903)
- Girardinus denticulatus Garman, 1895
- Girardinus falcatus (Eigenmann, 1903)
- Girardinus metallicus Poey, 1854
- Girardinus microdactylus Rivas, 1944
- Girardinus uninotatus Poey, 1860

## Guppy
Le guppy, poisson bien connu des aquariophiles, a été classé plusieurs fois sous le genre Girardinus et sous plusieurs appellations différentes avant d'être classé sous le genre Poecilia.
Les appellations suivantes sont par conséquent non valides :
- Girardinus guppii/guppyi Günther 1866
- Girardinus reticulatus Günther 1866
- Girardinus poecilioides Boulenger 1912